# Akademie Deutscher Musikautoren
In der Akademie Deutscher Musikautor*innen (ADMA) kommen die Preisträger und Nominierten des Deutschen Musikautorenpreises zusammen.
Die Akademie Deutscher Musikautor*innen ist Interessenverband, der die sich für die Belange von Musikschaffenden in Deutschland einsetzt. Sie fördert den Austausch zwischen Künstlern aller musikalischen Stilrichtungen.
Als Vertreterin von Komponisten und Textdichtern kommt ihr innerhalb der GEMA und gegenüber der Öffentlichkeit besonderes Gewicht zu.
Aufsichtsrat und Vorstand der GEMA haben im Jahr 2012 die Akademie Deutscher Musikautoren berufen. Die derzeitige Mitgliederzahl beläuft sich auf rund 200 Mitglieder. Vorsitzender ist  Enjott Schneider. Die Akademie tagt mindestens einmal im Jahr.
Aufgaben und Pflichten der Akademie sind per Statut geregelt.
Aufgabe der Akademie ist außerdem die Wahl der Jury des Deutschen Musikautorenpreises. Seit 2009 würdigen Musikautoren mit dieser Auszeichnung Komponisten und Textdichter für ihr herausragendes  Schaffen. Nach Kritik am Verhältnis weiblicher zu männlichen Preisträgern wurde die Akademie 2019 in Akademie Deutscher Musikautor*innen umbenannt und die Verantwortlichen gendern seither konsequent.

## Logo
Das Logo der Akademie ist ein weißer, angeschnittener Violinschlüssel in einem roten Quadrat. Die Botschaft des Logos ist: »Der Musik einen Rahmen geben«. Der Violinschlüssel ist eines der bekanntesten musikalischen Symbole und gilt für alle Gattungen der Musik oder Musikschaffenden gleichermaßen.

## Mitglieder
Der Akademie gehören als stimmberechtigte Mitglieder an
- alle Preisträger und alle Nominierten des Deutschen Musikautorenpreises
- die Autoren-Vertreter im GEMA-Aufsichtsrat (10 Mitglieder und bis zu vier stellvertretende Mitglieder)[1]